# Персидские письма
«Персидские письма» (фр. Lettres persanes) — сатирический роман Шарля Луи де Монтескьё. Первое издание вышло анонимно в Амстердаме в 1721 году.

## Содержание
В 1711 году персидский вельможа Узбек покидает свой сераль в Испагане и предпринимает в сопровождении друга по имени Рика длительную поездку во Францию. Во время пребывания в Париже (1712—1720) в письмах на родину друзьям они комментируют различные аспекты западного общества, особенно французскую политику и нравы.

## Значение
«Персидские письма» вызвали множество подражаний, среди которых были «Турецкие письма» Пуллена де Сен-Фуа (1730—1732), «Письма дикаря, заброшенного на чужбину» Жубера де Ла Рю (1738), «Еврейские письма» (1738—1742) маркиза д’Аржана, его же «Китайские письма» (1739—1742), «Письма перуанки» мадам де Графиньи (1747), «Ирокезские письма» Мобера де Гуве (1752). Монтескьё повлиял и на Оливера Голдсмита, опубликовавшего в 1762 году сборник эссе «Гражданин мира».